# Họ Chim lặn
Chim lặn là một nhóm bao gồm các loài chim nước thuộc đơn họ Podicipedidae, họ duy nhất thuộc bộ Podicipediformes. Các loài thuộc thuộc họ này phân bố rộng rãi tại các vùng nước ngọt, với một số loài cũng được tìm thấy trong môi trường sống biển trong quá trình di cư và mùa đông. Họ này bao gồm 22 loài chia thành 6 chi. Mặc dù vẻ bề ngoài của chúng giống với các loài chim lặn khác như chim lặn Gavia và sâm cầm, chúng lại có quan hệ họ hàng gần nhất với hồng hạc, theo các dữ liệu hình thái học, phân tử và cổ sinh vật học.

## Phân loại
- Chi Aechmophorus
  - Aechmophorus occidentalis
  - Aechmophorus clarkii
- Chi Podiceps
  - Podiceps grisegena

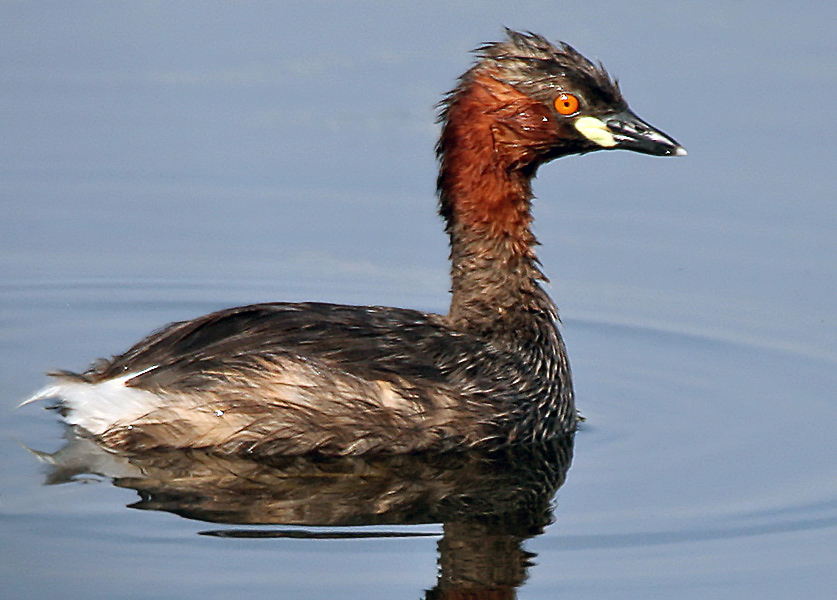
Le hôi ở Hyderabad, Andhra Pradesh.

  - Podiceps cristatus: Chim lặn mào lớn
  - Podiceps auritus: Le cổ đỏ
  - Podiceps nigricollis: Le hôi cổ đen
  - † Podiceps andinus — tuyệt chủng (1977)[2]
  - Podiceps major 
  - Podiceps occipitalis 
  - Podiceps taczanowskii 
  - Podiceps gallardoi
- Chi Podilymbus
  - Podilymbus podiceps
  - † Podilymbus gigas — tuyệt chủng (1989)[3]

- Chi Poliocephalus
  - Poliocephalus poliocephalus 
  - Poliocephalus rufopectus
- Chi Rollandia
  - Rollandia rolland 
  - Rollandia microptera
- Chi Tachybaptus
  - Tachybaptus ruficollis: Le hôi
  - Tachybaptus novaehollandiae
  - Tachybaptus pelzelnii 
  - † Tachybaptus rufolavatus — có lẽ đã tuyệt chủng năm (2010)[4]
  - Tachybaptus dominicus